# Меня зовут Джо
«Меня зовут Джо» (англ. My Name Is Joe) — художественный фильм британского режиссёра Кена Лоуча, снятый по сценарию Пола Лаверти в 1998 году.

## Сюжет
Алкоголик Джо Кэвэн, не так давно переставший пить, ведёт обычную жизнь безработного — получает мизерное пособие и перебивается случайными заработками.
В свободное время он тренирует вместе с другом футбольную команду, состоящую из таких же, как он безработных молодых парней, выживающих на рабочей окраине Глазго.
Случайная встреча с Сарой Дауни дала Джо надежду начать всё с нового листа. Исполненный самых лучший намерений, Джо принимает участие в судьбе своего молодого подопечного, задолжавшего местному криминальному дельцу.
В надежде списать долг Лиама, Джо соглашается перевезти наркотики в салоне арендованного автомобиля. О сделке узнаёт Сара, которая была готова ответить согласием на предложение Джо. Она разочарована скрытностью жениха и разрывает помолвку.
Джо идёт в бар, где заправляют люди Макгоуэна. Возбуждённый происшедшими событиями, он теряет контроль, избивает преступного босса и возвращается домой. В ожидании скорой расплаты, попрощавшийся с жизнью Джо распивает принесённую с собой бутылку и приказывает пришедшему Лиаму вместе с женой и ребёнком срочно бежать из города.

## В ролях
- Питер Маллан — Джо
- Луиза Гудолл — Сара
- Дэвид Маккей — Лайам
- Энн-Мари Кеннеди — Сабина
- Дэвид Хейман — Макгоуэн
- Гэри Льюис — Шенкс
- Лоррейн Макинтош — Мэгги

## Награды и номинации
- 1998 — приз Каннского кинофестиваля за лучшую мужскую роль (Питер Маллан).
- 1998 — три премии британского независимого кино: лучший британский фильм, лучший режиссёр (Кен Лоуч), лучший оригинальный сценарий (Пол Лаверти); а также две номинации: лучшая мужская роль (Питер Маллан), лучшая женская роль (Луиза Гудолл).
- 1998 — две номинации на премию Европейской киноакадемии: лучший фильм (Ребекка О’Брайен), лучшая мужская роль (Питер Маллан).
- 1998 — три приза кинофестиваля в Вальядолиде: «Золотой колос» (Кен Лоуч), лучшая мужская роль (Питер Маллан), приз зрительских симпатий (Кен Лоуч).
- 1999 — номинация на премию BAFTA за лучший британский фильм (Кен Лоуч, Ребекка О’Брайен).
- 1999 — премия «Бодил» за лучший неамериканский фильм (Кен Лоуч).
- 1999 — премия «Империя» лучшему британскому актёру (Питер Маллан).
- 1999 — премия Лондонского кружка кинокритиков за лучший дебют (Питер Маллан), а также 4 номинации: лучший британский фильм, лучший британский режиссёр (Кен Лоуч), лучший британский актёр (Питер Маллан), лучшая британская актриса (Луиза Гудолл).
- 1999 — Приз зрительских симпатий на Международном кинофестивале в Портленде (Кен Лоуч).
- 1999 — премия «Роберт» (Дания) за лучший неамериканский фильм (Кен Лоуч).